# Cyrtodactylus roesleri
Cyrtodactylus roesleri là một loài thằn lằn trong họ Gekkonidae. Loài này được Ziegler, Nazarov, Orlov, Nguyen, Vu, Dang, Dinh & Schmitz, mô tả khoa học đầu tiên năm 2010.